# 球麥螺
球麥螺（学名：Euplica turturina），又名斑鸠牙螺（学名：Columbella turturina），是新腹足目麦螺科的一种海螺。

## 型態描述
螺殼呈球形，堅實，螺塔低尖，縫合線深。殼長9 mm到16 mm，表面光滑，淺褐色，有紅褐色環帶，也有黃色或白色個體。殼口外唇肥厚，內外唇緣有齒，常呈淺紫色。有一偏小的褐色角質口蓋。

## 分佈
本物種分佈於太平洋-印度洋海域：在印度洋見於東非沿岸的莫桑比克、坦桑尼亞、南非特蘭斯凱北部、馬達加斯加、阿尔达布拉环礁、查戈斯群岛，澳大利亞，西太平洋的印尼、新幾內亞、巴布亞新幾內亞、密克羅尼西亞、斐濟群島、關島、中太平洋的夏威夷、菲律賓、日本、台灣的基隆市、蘭嶼、台北縣貢寮鄉的蚊子坑、龍洞和鹽寮、屏東縣恆春半島後壁湖碼頭的大樹房、太平島、宜蘭縣蘇澳、小琉球、東沙海域及澎湖海域、中国大陆的西沙群島及南沙群島，棲息於潮間帯至潮下帶岩礁海藻上。